# Руденко Вадим Леонідович
Руде́нко Вади́м Леоні́дович (8 грудня 1967 , Краснодар ) — російський піаніст.

## Біографія
Вадим Руденко почав займатися на фортепіано у віці трьох років. У сім років дав свій перший концерт. 1975 року вступив до Московської Центральної музичної школи. Його педагогами були Анна Артоболевська, Вадим Суханов та Дмитро Башкіров. В 1989—1994 роках навчався у Московській консерваторії в класі Сергія Доренського.
З початку 90-х багато гастролює. Неодноразово давав концерти у Національній філармонії України.
З листопада 1998-го — соліст Московської філармонії.
Крім концертної діяльності, проводить майстер-класи по всьому світу, в тому числі і в Україні.

## Відзнаки
- 1991 — лауреат Міжнародного музичного конкурсу імені королеви Єлизавети (Брюссель, Бельгія), восьма премія
- 1992 — лауреат Міжнародного конкурсу піаністів імені Паломи О'Ші (Сантандер, Іспанія)
- 1993 — лауреат Міжнародного конкурсу імені Дж. Б. Віотті (Верчеллі, Італія)
- 1994 — лауреат Міжнародного конкурсу імені Петра Чайковського (Москва, Росія), третя премія
- 1998 — лауреат Міжнародного конкурсу імені Петра Чайковського, друга премія